# Parc éolien de Bondues
Le parc éolien de Bondues est un parc éolien terrestre construit en 2000 et sis sur le finage de la commune de Bondues, dans le département du Nord, en France. Il compte une seule éolienne.

## Description
Grégoire Verhaeghe acquiert une teinturerie textile en 1987 à Bondues, dans le département du Nord. En 1993, il met en place une petite éolienne haute de trente mètres sur le site de son entreprise. Elle est remplacée fin 2000 par une éolienne Lagerwey LW750-52 haute de cinquante mètres et de 750 kilowatts, son diamètre est de 51,5 mètres. Via la revente du surplus à Électricité de France, l'entreprise ne paye alors plus de factures d'électricité.
Grégoire Verhaeghe créé ensuite InnoVent en 2002 avec Patrick Gaveau, un industriel voisin, qui a racheté l'éolienne haute de trente mètres.
En 2025, soit un quart de siècle après sa mise en service, l'éolienne de Bondues demeure la seule éolienne de grande taille installée dans l'arrondissement de Lille, densément peuplé.